# Rivellia
Rivellia är ett släkte av tvåvingar. Rivellia ingår i familjen bredmunsflugor.

## Dottertaxa tillRivellia, i alfabetisk ordning[1][2]
- Rivellia abana
- Rivellia acuticornis
- Rivellia aequifera
- Rivellia affinis
- Rivellia albitarsis
- Rivellia albopilosa
- Rivellia alini
- Rivellia angstifacia
- Rivellia angulata
- Rivellia anomala
- Rivellia apicalis
- Rivellia asiatica
- Rivellia atriventris
- Rivellia australis
- Rivellia basilaris
- Rivellia basilaroides
- Rivellia bipars
- Rivellia boscii
- Rivellia brevifasciata
- Rivellia brunifascia
- Rivellia cestoventris
- Rivellia charbinensis
- Rivellia chlaybescens
- Rivellia cladis
- Rivellia cognata
- Rivellia colei
- Rivellia concisivitta
- Rivellia conjuncta
- Rivellia connata
- Rivellia connecta
- Rivellia connexa
- Rivellia coquilletti
- Rivellia costaepunctata
- Rivellia costalis
- Rivellia curvata
- Rivellia curvinervis
- Rivellia dasyixys
- Rivellia decatomoides
- Rivellia depicta
- Rivellia dimidiata
- Rivellia discalis
- Rivellia distobasalis
- Rivellia euxestoides
- Rivellia eximia
- Rivellia ferruginea
- Rivellia flagellaris
- Rivellia flavimana
- Rivellia flavipes
- Rivellia flexuosa
- Rivellia floridana
- Rivellia frugalis
- Rivellia fulvescens
- Rivellia fulvidorsalis
- Rivellia furcata
- Rivellia fusca
- Rivellia gamma
- Rivellia gracilis
- Rivellia granulata
- Rivellia harai
- Rivellia hendeli
- Rivellia hendeliana
- Rivellia herinella
- Rivellia hispanica
- Rivellia humphreyi
- Rivellia imitabilis
- Rivellia imitans
- Rivellia impunctata
- Rivellia inaequata
- Rivellia interrupta
- Rivellia isara
- Rivellia isolata
- Rivellia itoi
- Rivellia kaochangensis
- Rivellia latifascia
- Rivellia lavata
- Rivellia ligata
- Rivellia longialata
- Rivellia longicornis
- Rivellia macilenta
- Rivellia maculipennis
- Rivellia magniclypeata
- Rivellia major
- Rivellia mandschurica
- Rivellia marginalis
- Rivellia marina
- Rivellia mediocris
- Rivellia melliginis
- Rivellia mentissa
- Rivellia metallica
- Rivellia micans
- Rivellia michiganensis
- Rivellia multicolor
- Rivellia munda
- Rivellia neotera
- Rivellia nigrioccipitalis
- Rivellia nigripes
- Rivellia nigroapicalis
- Rivellia obliqua
- Rivellia occulta
- Rivellia otroeda
- Rivellia pallida
- Rivellia parallela
- Rivellia pilosula
- Rivellia pipartita
- Rivellia polita
- Rivellia pulchra
- Rivellia pulchricosta
- Rivellia quadrifasciata
- Rivellia quadrivittata
- Rivellia radiata
- Rivellia rectangula
- Rivellia rufibasis
- Rivellia sauteri
- Rivellia scutellaris
- Rivellia severini
- Rivellia similis
- Rivellia sinuosa
- Rivellia socialis
- Rivellia sphenisca
- Rivellia stenotata
- Rivellia steyskali
- Rivellia submetallescens
- Rivellia submetallica
- Rivellia subvittata
- Rivellia succinata
- Rivellia succincta
- Rivellia sumbawana
- Rivellia syngenesiae
- Rivellia tersa
- Rivellia texana
- Rivellia tomentosa
- Rivellia tridentata
- Rivellia trigona
- Rivellia trimucronata
- Rivellia unifascia
- Rivellia vacillans
- Rivellia vaga
- Rivellia varia
- Rivellia variabilis
- Rivellia winifredae
- Rivellia virgo
- Rivellia viridis
- Rivellia viridulans
- Rivellia woodi
- Rivellia wulpiana
- Rivellia yaeyamaensis